# Cebrio maculicollis
Cebrio maculicollis is een keversoort uit de familie Cebrionidae. De wetenschappelijke naam van de soort is voor het eerst geldig gepubliceerd in 1856 door Fairmaire.